# Monk, le retour
Pour la série télévisée, voir Monk.
Pour les articles homonymes, voir Monk (homonymie).
Série Monk
Monk
(2002-2009)
Pour plus de détails, voir Fiche technique et Distribution.
Monk, le retour (Mr. Monk's Last Case: A Monk Movie) est un film américain réalisé par Randall Zisk et sorti en 2023. Il s'agit de l'adaptation de la série télévisée Monk, diffusée entre 2002 et 2009.

## Synopsis
L'ancien détective Adrian Monk est tombé dans la dépression à la suite de la pandémie de Covid-19 et envisage constamment de se suicider pour retrouver sa défunte épouse Trudy, dont il a de fréquentes visions.
Lorsque le petit ami de sa belle-fille Molly meurt mystérieusement, Monk se remet au travail pour résoudre le crime, luttant pour retrouver la volonté de vivre.

## Fiche technique
Sauf indication contraire, les informations mentionnées dans cette section peuvent être confirmées par la base de données cinématographiques IMDb,  présente dans la section « Liens externes ».
- Titre original : Mr. Monk's Last Case: A Monk Movie
- Titre français : Monk, le retour
- Réalisation : Randall Zisk
- Scénario : Andy Breckman
- Musique : Jeff Beal
- Direction artistique : Jason Graham et Jillian Mckenzie
- Décors : Britt Doughty
- Costumes : Ileane Meltzer
- Photographie : Giorgio Scali
- Montage : Elliott Eisman
- Production : Lena Cordina
- Production déléguée : Andy Breckman, David Hoberman, Tony Shalhoub et Randy Zisk
- Coproduction : Dantonio Alvarez
- Société de production : Universal Content Productions
- Sociétés de distribution : Peacock (vidéo à la demande, États-Unis) ; TF1 (télévision, France)
- Pays de production :  États-Unis
- Langue originale : anglais
- Format : couleur
- Genre : comédie policière
- Durée : 97 minutes
- Dates de sortie : 
  - États-Unis : 8 décembre 2023 (Peacock)[1]
  - France : 4 septembre 2024 (1re diffusion sur TF1)

## Distribution
- Tony Shalhoub (VF : Michel Papineschi) : Adrian Monk
- Traylor Howard (VF : Valérie Nosrée) : Natalie Teeger
- Jason Gray-Stanford (VF : Alexis Victor) : Randy Disher
- Ted Levine (VF : Gabriel Le Doze) : Leland Stottlemeyer
- Melora Hardin (VF : Cécile Musitelli) : Trudy Monk
- Hector Elizondo (VF : Jean Barney) : Dr Neven Bell
- James Purefoy (VF : Bruno Magne) : Rick Eden
- Caitlin McGee (en) (VF : Ingrid Donnadieu) : Molly Evans
- Brooke Adams (VF : Catherine Lafond) : Beth Landow
- Richard Kind (VF : Gérard Surugue) : les directeurs funéraires Jumeaux

## Production

### Développement et attribution des rôles
En mars 2023, Tony Shalhoub confirme, sur le podcast Unheard Stories: Stories That Inspire du docteur Loubna Hassanieh, que son personnage revient dans un long métrage pour Peacock. Peu après, Peacock dévoile le titre du film Mr. Monk's Last Case: A Monk Movie, produit par Universal Content Productions. Le créateur Andy Breckman se charge du scénario, et Tony Shalhoub, Ted Levine, Traylor Howard, Jason Gray-Stanford, Melora Hardin et Héctor Elizondo sont confirmés pour reprendre leurs rôles, quatorze ans après l'arrêt de la série.
Le rôle de Molly Evans, tenu par Alona Tal dans la série, est ici repris par Caitlin McGee (en).

### Tournage
Le tournage débute le 1er mai 2023 à Toronto, en Ontario (Canada), jusqu'à ce 30 mai.

### Musique
La musique du film est composée par Jeff Beal, le même de la série télévisée.

## Accueil

### Sorties
Monk, le retour est diffusé le 8 décembre 2023 sur Peacock, aux États-Unis.
En France, il est diffusé le 4 septembre 2024 sur TF1.

### Accueil critique
Le film reçoit des critiques généralement positives, sur le site agrégateur Rotten Tomatoes, mentionnant une note de 95 %, basée sur 22 avis, avec une note moyenne de 7.1⁄10. Sur Metacritic, il mentionne une note de 65⁄100, basée sur 6 critiques.

## Autour du film
Dans la série, le capitaine Stottlemeyer était doublé par Érik Colin, mais, étant décédé en 2013, il est remplacé par Gabriel Le Doze.
De même, le docteur Bell était doublé par François Jaubert, mais, étant décédé en 2017, il est remplacé par Jean Barney.
Également pour Brooke Adams, qui était doublée par Perrette Pradier, disparue en 2013, dans ses différentes apparitions dans la série (différents rôles) et qui est remplacée par Catherine Lafond pour ce film.